# 東風レコード
東風レコード（Tofu Records）は、かつて存在したソニー・ミュージックエンタテインメント内のアメリカ合衆国向けレコード・レーベル。名称は日本語の豆腐とも掛けられており、ロゴマークには豆腐のデザインも用いられていた。

## 概要
2003年にSMEの北米向けアニメソングレーベルとして設立された。設立第1弾CDはT.M.Revolutionの『coordinate』。
T.M.Revolutionは、同年にメリーランド州で開催されたアニメコンベンションイベント、「OTAKON 2003」にゲストアクトとして招待され、5,000人を超える観客を前にライブを行った。また、翌年に開催された「OTAKON 2004」ではL'Arc〜en〜Cielが招待、12,000人を動員したファースト・マリナー・アリーナでのコンサートのパフォーマンスで、アメリカ国内での知名度を向上させた。
2007年3月に活動を終了。レーベルから発売されたCDは全て廃盤となっている。

## CDが発売されたアーティスト
- ASIAN KUNG-FU GENERATION
- アンジェラ・アキ
- 北出菜奈
- 玉置成実
- T.M.Revolution
- HIGH and MIGHTY COLOR
- HYDE
- PUFFY
- BOOM BOOM SATELLITES
- POLYSICS
- L'Arc〜en〜Ciel